# Associazione Calcio Mobilieri Ponsacco 1994-1995
Questa voce raccoglie le informazioni riguardanti l'Associazione Calcio Mobilieri Ponsacco nelle competizioni ufficiali della stagione 1994-1995.

## Rosa
| N. |                   | Ruolo | Calciatore               |
| -- | ----------------- | ----- | ------------------------ |
|    | Italia (bandiera) | C     | Angelo Aimo              |
|    | Italia (bandiera) | A     | Federico Bargagna        |
|    | Italia (bandiera) | A     | Massimiliano Bongiorni   |
|    | Italia (bandiera) | C     | Goffredo Carocci         |
|    | Italia (bandiera) | D     | Marcello Chiricallo (II) |
|    | Italia (bandiera) | D     | Andrea Cipolli           |
|    | Italia (bandiera) | D     | Riccardo Contadini       |
|    | Italia (bandiera) | A     | Alessio Falleni          |
|    | Italia (bandiera) | P     | Massimiliano Franchi     |
|    | Italia (bandiera) | A     | Paolo Gaspa              |
|    | Italia (bandiera) | A     | Simone Giuliani          |
|    | Italia (bandiera) | C     | Massimo Innocenti        |
|    | Italia (bandiera) | C     | Gianluca Leone           |

| N. |                   | Ruolo | Calciatore         |
| -- | ----------------- | ----- | ------------------ |
|    | Italia (bandiera) | D     | Stefano Macelloni  |
|    | Italia (bandiera) | D     | Michele Magliano   |
|    | Italia (bandiera) | C     | Simone Malvolti    |
|    | Italia (bandiera) | C     | Omar Mannini       |
|    | Italia (bandiera) | A     | Francesco Masi     |
|    | Italia (bandiera) | D     | Lorenzo Mattolini  |
|    | Italia (bandiera) | A     | Daniele Mazzei (I) |
|    | Italia (bandiera) | C     | Eddy Perenzin      |
|    | Italia (bandiera) | P     | Riccardo Peruzzi   |
|    | Italia (bandiera) | A     | Enrico Riccio      |
|    | Italia (bandiera) | D     | Vincenzo Russo     |
|    | Italia (bandiera) | D     | Luigi Sacchi       |
|    | Italia (bandiera) | D     | Federico Tolomei   |